# インソムニア (2002年の映画)
『インソムニア』（原題：Insomnia）は、2002年のアメリカ映画。1997年に製作された同名ノルウェー映画のリメイク。インソムニアとは英語で不眠症を意味する。

## ストーリー
白夜のアラスカの田舎町ナイトミュートで、17歳の少女が撲殺される事件が発生し、応援としてロス市警からドーマー刑事と相棒のハップ・エッカートが派遣される。一方、ロサンゼルスでは、内務監察部による、過去のドーマーの捜査に対する調査が進んでいた。エッカートは、内務監査部から証言を求められていた。手がかりを残さない犯人をおびき寄せるためドーマーは罠を仕掛け、犯人を山小屋におびき出すことに成功する。しかし、深い霧の中での追跡で、彼は犯人と誤ってエッカートを射殺してしまう。だが、警察での取調べで、ドーマーは、自分がエッカートを撃ったとはいわず、撃たれたエッカートを発見したと証言した。このエッカートが死亡した事故については、地元の刑事エリ・バーが調査することになった。自責感と日の沈まない白夜に悩まされ、不眠症に陥ったドーマーのもとに、犯人が電話をかけてきた。自分が犯した少女殺しと、ドーマーのエッカート射殺について取引をしようというのだ。ドーマーはやむなく犯人と直接対決するために、犯人が会合場所として指定したフェリーへ向かうのだった。フェリーのなかで、犯人とドーマーは、今後について話あうのだが、犯人は、殺された少女のボーイフレンドのランディ・ステッツを犯人にしたてあげよう、と提案する。ドーマーは、それには反対するが、フェリーのなかでの会話を、犯人が隠しもったマイクロテープレコーダーに録音されてしまう。

## キャスト
| 役名                         | 俳優                         | 日本語吹替          | 日本語吹替                                                       | 日本語吹替                                            |
| 役名                         | 俳優                         | ソフト版            | テレビ朝日版                                                     | テレビ東京版                                          |
| ---------------------------- | ---------------------------- | ------------------- | ---------------------------------------------------------------- | ----------------------------------------------------- |
| ウィル・ドーマー             | アル・パチーノ               | 樋浦勉              | 菅生隆之                                                         | 野沢那智                                              |
| ウォルター・フィンチ         | ロビン・ウィリアムズ         | 寺杣昌紀            | 岩崎ひろし                                                       | 江原正士                                              |
| エリー・バー                 | ヒラリー・スワンク           | 本田貴子            | 本田貴子                                                         | 朴璐美                                                |
| レイチェル・クレメント       | モーラ・ティアニー           | 野沢由香里          | 塩田朋子                                                         | 高島雅羅                                              |
| ハップ・エックハート         | マーティン・ドノヴァン       | 相沢正輝            | 寺杣昌紀                                                         | 小杉十郎太                                            |
| フレッド・ダガー             | ニッキー・カット             | 宗矢樹頼            | 田中正彦                                                         | 加藤亮夫                                              |
| チャーリー・ニューバック署長 | ポール・ドゥーリイ           | 藤本譲              | 島香裕                                                           | 稲垣隆史                                              |
| ランディ・ステッツ           | ジョナサン・ジャクソン       | 川島得愛            | 鉄野正豊                                                         | 日野聡                                                |
| タニヤ・フランケ             | キャサリン・イザベル         | 高橋理恵子          | 石塚理恵                                                         | 内川藍維                                              |
| リッチ                       | ローン・カーディナル         | 山野井仁            |                                                                  | 魚建                                                  |
| ファーレル                   | ラリー・ホールデン           | 川村拓央            |                                                                  |                                                       |
| フランシス                   | ジェイ・ブレイゾー           | 佐藤弘              |                                                                  | 飯島肇                                                |
| ワーフィールド               | イアン・トレイシー           | 上田陽司            |                                                                  |                                                       |
| トリッシュ・エックハート     | ケリー・サンドミルスキー     | 斎藤恵理            |                                                                  |                                                       |
| 女性検視官                   | ポーラ・ショー               | 谷育子              |                                                                  |                                                       |
| ケイ・コネル                 | ヤン・ケイ・クリスタル・ロウ |                     |                                                                  |                                                       |
| ケイの母                     | ターシャ・シムズ             | 重松朋              |                                                                  |                                                       |
| その他声の出演               | その他声の出演               | 斉藤瑞樹 大黒優美子 | 木村雅史 小野洋子 咲野俊介 西村知道 菊池いづみ 遠藤純一 斉藤梨絵 | 沢田敏子 古澤徹 すずき紀子 木下紗華 駒谷昌男 風間秀郎 |
|                              |                              |                     |                                                                  |                                                       |
| 演出                         | 演出                         | 安江誠              | 安江誠                                                           | 高橋剛                                                |
| 翻訳                         | 翻訳                         | 高間俊子            | 高間俊子                                                         | 高間俊子                                              |
| 調整                         | 調整                         | 藤樫衛              | 藤樫衛                                                           | 黒崎裕樹                                              |
| 制作                         | 制作                         | グロービジョン      | グロービジョン                                                   | テレビ東京 グロービジョン                             |
| 初回放送                     | 初回放送                     |                     | 2005年3月13日 21:00-22:54 『日曜洋画劇場』                       | 2006年6月15日 21:00-22:54 『木曜洋画劇場』            |